# Taous Feroukhi

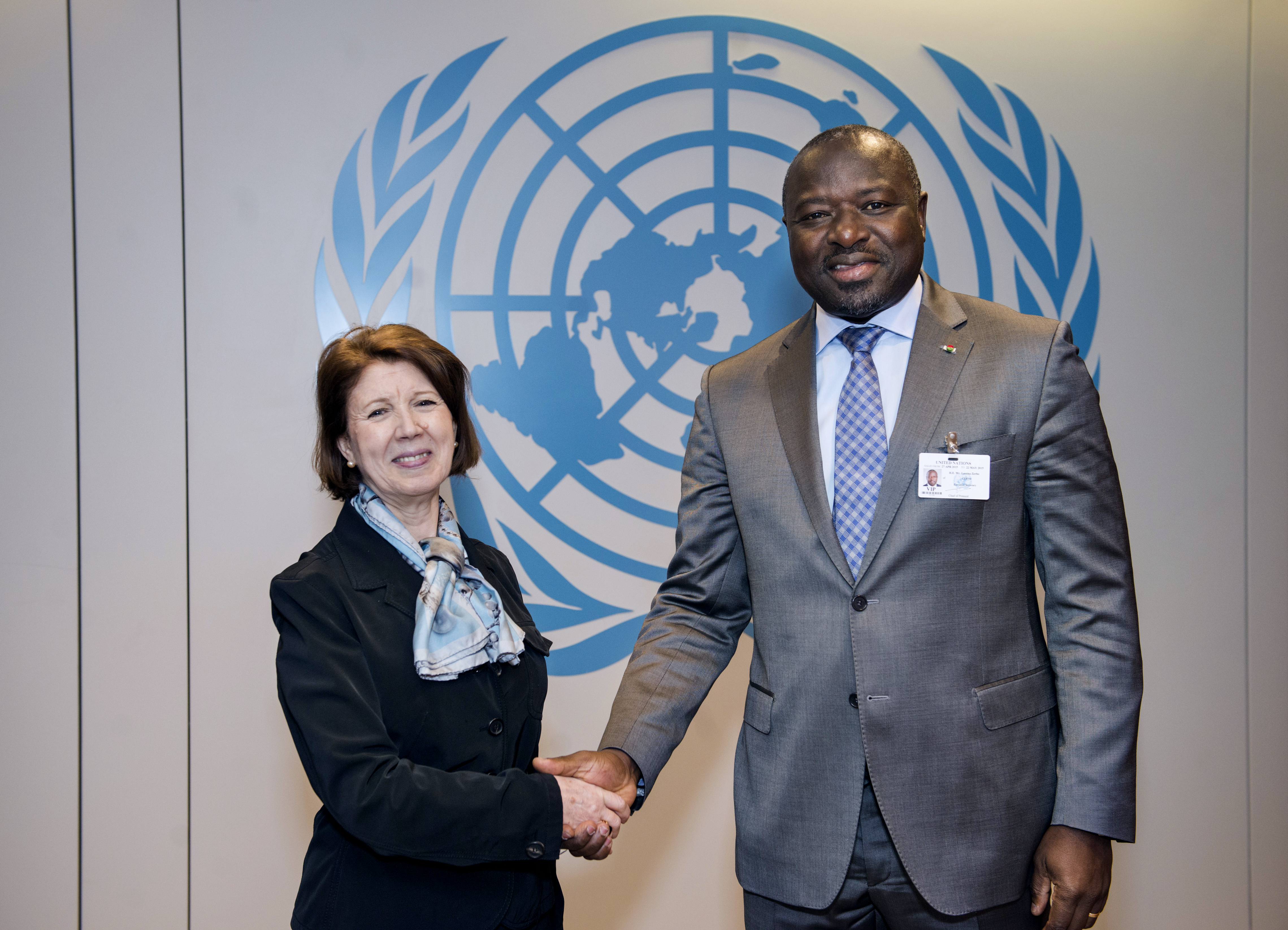
Taous Feroukhi (2015)

Taous Feroukhi (arabisch طاووس فروخي, DMG Ṭāwūs Farrūḫī; * in Bejaia) ist eine algerische Diplomatin.

## Werdegang
Taous Feroukhi wurde in Bejaia geboren. Sie studierte an der Universität Algier und der Universität Madrid Arabische Literatur und Politikwissenschaften. Von 1976 bis 1979 war sie dritte Sekretärin in der Abteilung für Asien und Lateinamerika im algerischen Außenministerium. Von 1979 bis 1981 arbeitete sie im Sekretariat für Kultur- und Bildungskooperationen an der algerischen Botschaft in Ottawa, Kanada. Anschließend arbeitete sie von 1981 bis 1986 als erste Sekretärin an der algerischen Botschaft in Madrid. Von 1986 bis 1990 leitete sie das Büro für südeuropäische Länder in der Europa-Abteilung des algerischen Außenministeriums in Algier. Von 1990 bis 1994 war sie Botschaftsrätin und stellvertretende Botschafterin an der algerischen Botschaft in Genf und bei der Ständigen Mission bei den Vereinten Nationen. 1994 bis 1996 war Feroukhi stellvertretende Direktorin für die Programme und Sonderorganisationen der Vereinten Nationen in der Abteilung für multilaterale Beziehungen am Außenministerium in Algier. Von 1996 bis 1999 war sie Beraterin des Staatssekretärs für Zusammenarbeit und Angelegenheiten der Maghreb. Anschließend arbeitete sie von 1999 bis 2001 im Kabinett des Algerischen Präsidenten Abdelaziz Bouteflika. 2001 wurde Feroukhi zur algerischen Botschafterin in Österreich, algerischen Botschafterin in der Slowakei und als Ständige Repräsentantin bei den Vereinten Nationen ernannt. 2008 und 2009 war sie Vorsitzende des Board of Governors der Internationalen Atomenergieorganisation.  Nach ihrer Rückkehr nach Algier war sie Generaldirektorin für politische Angelegenheiten und internationale Sicherheit, danach Beraterin im Kabinett des Außenministers. Von April 2016  bis 2019 war sie algerische Botschafterin in Spanien.